# Rhynchostegium semitortulum
Rhynchostegium semitortulum là một loài rêu trong họ Brachytheciaceae. Loài này được Kindb. mô tả khoa học đầu tiên năm 1891.